# Hostway
Hostway ist ein 1998 gegründetes internationales Webhosting-Unternehmen mit Hauptsitz in Austin, Texas, USA. Es werden Privatpersonen, KMUs und Großunternehmen Hosting-Dienste für Websites, Datenbanken und Business-Anwendungen uns Managed Services angeboten. Hostway bedient Kunden weltweit. Hostway hat sich im Januar 2019 mit der Firma Hosting.com zusammengeschlossen. Die verschmolzene Firma firmierte im September 2019 in Ntirety um.

## Geschichte

### Gründung
Im Jahr 1998 akquirierten die Absolventen der University of Chicago Lucas Roh, John Lee, Arnold Choi zusammen mit zwei weiteren Geschäftspartnern Spectronet Inc., eine Webhosting-Firma mit Jahresumsatz von US $30.000. Sie benannten die Firma in Hostway Corporation um und begannen sofort sich für Expansion in den USA sowie auf internationalen Märkten vorzubereiten. Zuvor arbeitete Roh als Informatiker bei Argonne National Laboratory. Dort betrieb er Forschung im neu entstehenden Gebiet „automatic differentiation“ (siehe: Automatisches Differenzieren). Er war auch sechs Jahre als Software- und Hardware-Entwickler bei Tektronics und Hewlett-Packard tätig. Rohs technologischer Hintergrund und sein betriebswirtschaftliches Interesse bewogen ihn dazu, Gründer, President und CEO der Hostway Corporation zu werden.

### Globalisierung
Nachdem die Kundenbasis im Ballungszentrum von Chicago sowie in den ganzen Vereinigten Staaten ausgebaut wurde, gründete das Unternehmen Hostway Korea. Dies hat sich als idealer Start für Hostways Expansion erwiesen, zumal Roh in Südkorea aufwuchs, bevor seine Familie während seiner Gymnasialzeit in die USA einwanderte. Dadurch war er mit der hiesigen Geschäftskultur und deren Abläufe bereits gut vertraut. Dieser Anfang war der Ausgangspunkt für eine weitreichende Globalisierung der Webhosting-Dienste von Hostway.
Hostway ist während der Expansion stets in privater Hand geblieben. Es wurden Rechenzentren und Niederlassungen in Nordamerika (Chicago, Tampa, Austin, Vancouver), Europa (Vereinigtes Königreich, Frankreich, Niederlande, Belgien, Deutschland), sowie in Australien, Indien und Korea eröffnet. Aktuell ist Ntirety in 11 Bürostandorten und 9 Rechenzentren in Nordamerika präsent und hat darüber hinaus in Sofia, Bulgarien ein Büro und Rechenzentrumspräsenz in Seoul, Korea und in Hannover.

### Übernahmen
Seit 2000 hat Hostway in der ersten Jahrzehnthälfte eine Reihe von Fusionen und Übernahmen durchgeführt, um den Kundenstamm auszuweiten und seine Marktstärke in den Bereichen Dedicated Server, Managed Hosting und Domainregistrierung weiter auszubauen. Die wichtigste Fusion war 2003 mit der kanadischen börsennotierten NetNation Communications (Nasdaq:NNCI), bei der US $10 Millionen in Bar an die Aktionäre von NetNation ausgezahlt wurden.
Im April 2005 erfolgte in Deutschland die Fusionierung mit der Server-Service GmbH. mit Hauptsitz in Hannover, einem führenden deutschen Internet-Anbieter mit Schwerpunkt in den Bereichen Colocation, Dedicated Server und Managed Hosting, sowie Domain- und Hosting-Lösungen für Reseller. Die Server-Service GmbH wurde 1999 von Cord Bansemer und Achilleas Anastasiadis als Nachfolger der seit 1997 im Internet agierenden Anastasiadis & Bansemer
GbR gegründet, welche bereits zuvor unter dem Markennamen Server-Service operierte. Somit konnte Hostway in Deutschland auf die Erfahrung eines der ältesten Internet-Provider des Landes setzen. Im November 2007 wurde die Server-Service GmbH in die Hostway Deutschland GmbH umfirmiert, nachdem sie zwischen September 2005 und November 2007 als Server-Service AG firmiert hatte.
Im Juni 2006 kündigte Hostway die Eröffnung seines neuen Rechenzentrums in der weltweiten Hauptniederlassung von Boeing International im Herzen des Stadtzentrums von Chicago an. Es ist das größte kommerziell betriebene Rechenzentrum in der Innenstadt von Chicago.
Im April 2007 hat Hostway die Akquisition der Affinity Internet Inc. angekündigt. Affinity Internet hatte ihren Hauptsitz in Fort Lauderdale, Florida, beschäftigte ca. 300 Mitarbeiter und wurde 1996 gegründet.

### Veräußerungen und Verschmelzungen
Im Mai 2009 hat Hostway das Rechenzentrum in Fort Lauderdale, Florida (USA) samt Colocation-Kunden an Host.net verkauft.
Seit 2012 ist Hostway Deutschland wieder ein eigenständiges deutsches Unternehmen und verwendet den Firmennamen und das Firmenlogo als Lizenznehmer. Es besteht eine strategische Partnerschaft der Hostway Deutschland mit der ehemaligen Muttergesellschaft, worüber gemeinsame internationale Projekte und Kunden betreut werden.
Im Dezember 2013 wurde Hostway von der Private-Equity-Firma Littlejohn & Co übernommen. Der Kaufpreis wurde nicht bekanntgegeben, es soll sich jedoch um einen 9-stelligen Betrag (in US-Dollar) gehandelt haben, der sich im Bereich von US $200 Millionen bewegt haben soll.
Im September 2016 übernahm Emil Sayegh die Leitung von Hostway als Vorstandsvorsitzender (President und CEO). Emil Sayegh war zuvor der Vorstandsvorsitzende (Chairman of the board, CEO, und President) von Codero Hosting, Vice President für Cloud Services bei Hewlett Packard, und Vice President und General Manager für Cloud bei Rackspace.
Im Januar 2019 kündigten die beiden Anbieter Hostway und HOSTING ihren Zusammenschluss an, der zwischen den beiden Private-Equity-Firmen Littlejohn & Co und Pamlico eingegangen wurde, die als gleichberechtigte Partner beteiligt bleiben.

### Umfirmierung
Im September 2019 kündigte Hostway|Hosting an, dass sie ihren Firmennamen in "Ntirety" ändern.

## Hostway Standorte
Hostway ist mit Niederlassungen und Rechenzentrumsflächen an folgenden Orten präsent:
- Kanada

- Vancouver, British Columbia*,**

- USA

- San Francisco, Kalifornien*
- Irvine, Kalifornien*
- Denver, Colorado*,**
- Dallas, Texas*,**
- San Antonio, Texas**
- Austin, Texas*,**
- Tampa, Florida*,**
- Chicago, Illinois**
- Waltham, Massachusetts**
- Newark, Delaware*,**
- Louisville, Kentucky*,**

- Bulgarien

- Sofia**

- Deutschland

- Hannover*

- Korea

- Seoul*

* Rechenzentrumsfläche  

** Niederlassung 

### Ehemalige Standorte
Hostway Services hatte in der Vergangenheit Niederlassungen an folgenden Standorten:
- Fort Lauderdale, Florida, USA
- Mumbai, Indien
- London, Vereinigtes Königreich
- Paris, Frankreich
- Amsterdam, Niederlande
- Antwerpen, Belgien
- Frankfurt am Main, Deutschland
- Sydney, Australien
- Bukarest, Rumänien

## Hosting-Infrastruktur
- insgesamt 45.000 m² Rechenzentrumsfläche
- Carrier-unabhängig
- Mehrfache OC-48, OC-12 und GigE Anbindungen an Tier 1 Internet-Backbone-Provider
- Netzwerkausrüstung von Cisco, Foundry, Juniper
- Dieselgeneratoren (Netzersatzanlagen)
- VESDA (Brandfrühesterkennung), FM200- und Stickstoff-Brandlöschung